# PAYD
A PAYD (vagy más néven Pay As You Drivetm azaz Fizess Ahogy Közlekedsz) egy a járművek számára, a telematika eszközeit felhasználó, elsősorban biztosítások számára kifejlesztett rendszer. Alapja, hogy az adott biztosítás összege a megtett úttal arányos, azaz a járműben lévő adatgyűjtő eszköz által mért út hossza alapján képzik a biztosítási összeget. A Pay As You Drivetm a Norwich Union bejegyzett védjegye.

## PAYD rendszerek
A biztosítással foglalkozó cégek többféle PAYD rendszer bevezetését kezdték már meg, a legnagyobbak közül megemlítendő a Norwich Union az Egyesült Királyságban, a Hollard Insurance Dél Afrikában, az AIOI Insurance Company Japánban, a Progressive Insurance (TripSense) az Amerikai Egyesült Államokban és az Aviva Kanadában.
Azon szállítók száma, akik jelenleg komplett technológiát képesek átadni a biztosítók számára 2006-ban mindössze 5-6 cég világszerte, közülük talán a legfejlettebb a BroadBit által kifejlesztett, a mobil megoldást is támogató PAYD rendszer. A T-Systems csoport tulajdonában álló Satellic illetve a Smart421 is ajánl és szállít rendszereket a 2007-ben induló piac számára.

## Külső link-ek
- Cents Per Mile organization
- Environmental Defense
- New American Dream
- Pay-As-You-Drive Vehicle Insurance
- "Insurer launches per-mile cover"
- "Motorists 'must pay for road use'
- PAYD insurance technology